# Joy Bryant
Joy Bryant (New York, 18 ottobre 1974) è un'attrice e modella statunitense.

## Biografia
Joy Bryant è nata e cresciuta a New York, nel Bronx. Si è diplomata presso la Westminster School di Simsbury, nel Connecticut, e ha ricevuto una borsa di studio per l'Università di Yale, dove però non completò il suo ciclo di studi. Nel frattempo infatti, venne scoperta dall'agenzia di moda Next Models Management, che la convinse ad intraprendere una carriera da modella a Parigi.
Si è sposata a fine giugno 2008 con David People, stuntman conosciuto l'anno precedente durante le riprese del film A casa con i miei.

## Carriera
Divenuta modella, ha ottenuto contratti con diversi stilisti, tra cui Ralph Lauren, Tommy Hilfiger e RocaWear. Successivamente intraprese la carriera di attrice, iniziando a collezionare diverse apparizioni cinematografiche, mentre nel frattempo fu testimonial di alcune aziende d'abbigliamento, tra cui Gap e Victoria's Secret.
Il primo ruolo da attrice lo ottenne per il film per la televisione del 2001 Carmen: A Hip Hopera, a cui seguì una serie di partecipazioni a film in ruoli minori, tra cui Honey, Spider-Man 2, Haven e The Skeleton Key. Nel 2002 era stata co-protagonista nel film Antwone Fisher accanto a Denzel Washington. Nel 2006 ha fatto parte del prestigioso cast del film drammatico Bobby, mentre nel 2008 è stata co-protagonista di A casa con i miei accanto a Martin Lawrence. Nel 2005 è anche apparsa nel video musicale Rhythm City Volume One: Caught Up di Usher.
Dal 2010 fa parte del cast corale della serie televisiva Parenthood interpretando il ruolo di Jasmine Trussell.

## Filmografia

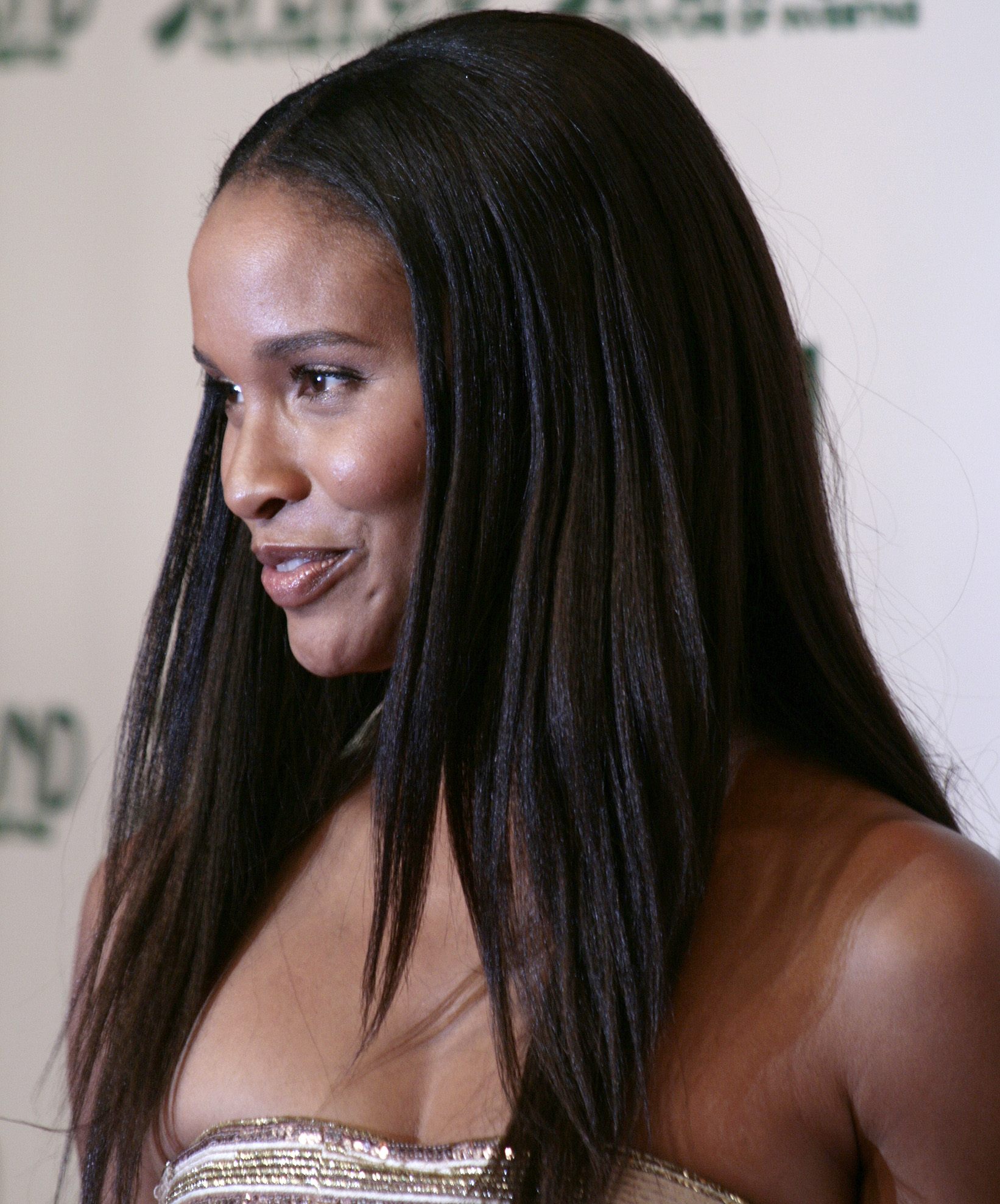
Joy Bryant ai Women's World Awards 2009 a Vienna

### Cinema
- Carmen: A Hip Hopera – film TV, regia di Robert Townsend (2001)
- Kite – cortometraggio, regia di Troy Antonio (2002)
- Showtime, regia di Tom Dey (2002)
- Antwone Fisher, regia di Denzel Washington (2002)
- How to Get the Man's Foot Outta Your Ass, regia di Mario Van Peebles (2003)
- Honey, regia di Bille Woodruff (2003)
- Three Way, regia di Scott Ziehl (2004)
- Spider-Man 2, regia di Sam Raimi (2004)
- Haven, regia di Frank E. Flowers (2004)
- The Skeleton Key, regia di Iain Softley (2005)
- London, regia di Hunter Richards (2005)
- Get Rich or Die Tryin', regia di Jim Sheridan (2005)
- Bobby, regia di Emilio Estevez (2006)
- The Hunting Party, regia di Richard Shepard (2007)
- A casa con i miei (Welcome Home Roscoe Jenkins), regia di Malcolm D. Lee (2008)
- Hit and Run, regia di David Palmer e Dax Shepard (2012)
- About Last Night, regia di Steve Pink (2014)

### Televisione
- E.R. - Medici in prima linea – serie TV, episodi 10x09, 10x10 e 10x11 (2004)
- Entourage – serie TV, episodio 5x11 (2008)
- Virtuality - film TV, regia di Peter Berg (2009)
- Parenthood – serie TV, 103 episodi (2010-2015)
- Love Bites – serie TV, episodio 1x03 (2011)
- The Advocate - film TV, regia di Michael M. Robin (2015)
- Good Girls Revolt - serie TV, 10 episodi (2015-2016)
- Rosewood - serie TV, 7 episodi (2016)
- What Would Diplo Do? - serie TV, episodio 1x5 (2017)
- Girls - serie TV, episodio 6x2 (2017)
- Ballers - serie TV, 6 episodi (2018)
- Trinkets - serie TV, 9 episodi (2019)
- For Life - serie TV (2020)
- The Spiderwick Chronicles - serie TV (2024-in corso)

## Doppiatrici italiane
Nelle versioni in italiane dei suoi film, Joy Bryant è stata doppiata da:
- Domitilla D'Amico in A casa con i miei, About Last Night, Bobby
- Federica De Bortoli in Honey, Get Rich or Die Tryin'
- Barbara De Bortoli in Good Girls Revolt, Ballers
- Eleonora De Angelis in The Skeleton Key
- Claudia Catani in Antwone Fisher
- Myriam Catania in Parenthood
- Francesca Fiorentini in For Life
- Rossella Acerbo in Three Way, London